# Гутуру Сајду (Каљари)
Гутуру Сајду је насеље у Италији у округу Каљари, региону Сардинија.
Према процени из 2011. у насељу је живело 70 становника. Насеље се налази на надморској висини од 113 м.